# Андо, Микико
Микико Андо (род. 30 сентября 1992 года) — японская тяжелоатлетка, призёр летних Азиатских игр 2018 года, участница Олимпийских игр 2016 года. Бронзовый призер Олимпийских игр 2020 в Токио.

## Карьера
Она начала заниматься тяжелой атлетикой, когда была старшеклассницей. Ей было предложено присоединиться к команде по тяжелой атлетике в средней школе. Позже в том же году на Окинаве, Япония, должен был состояться турнир, и ей понравилась идея поехать туда.
Дебют на взрослых соревнованиях пришёлся на чемпионат мира 2011 года где спортсменка из Японии заняла итоговое 14-е место.
Более успешный получился 2013 год, где на чемпионате мира она стала 5-й.
Через год на следующем первенстве мира она занимает итоговое 8-е место, а на Азиатских играх в Инчхоне становится 5-й.
На летних Олимпийских Играх в Рио-де-Жанейро японская спортсменка в весовой категории до 58 кг, занимает итоговое пятое место с результатом 218 кг.
На чемпионате мира 2017 года она стала четвёртой.
В 2018 году на Азиатских играх в Джакарте она добивается лучшего для себя результата завоевав бронзовую медаль с общим весом 218 кг.
В начале ноября 2018 года на чемпионате мира в Ашхабаде японская спортсменка, в весовой категории до 59 кг, завоевала малую бронзовую медаль в толчке, но в итоге стала лишь пятой.
На летних олимпийских играх в Токио, японская спортсменка завоевала бронзовую медаль в весовой категории до 59 кг, подняв в рывке 94 кг, в толчке 120 кг и утвердив сумму 214 кг.